# Étude op. 10, no 5 de Chopin

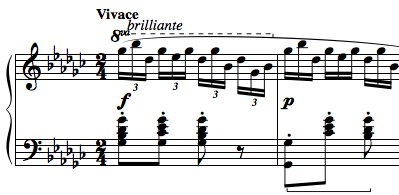
Incipit de l'étude.

L'Étude op. 10, no 5 de Chopin en sol bémol majeur est une étude pour piano composée par Frédéric Chopin en 1830. Elle a été publiée pour la première fois en 1833 en France, Allemagne et Angleterre comme cinquième pièce de ses Études, op. 10. Cette œuvre est caractérisée par la figuration rapide en triolets jouée par la main droite exclusivement sur des touches noires, à l'exception d'une note, un fa bécarre, à la mesure 66. Cette figuration mélodique est accompagnée par la main gauche en accords staccato et en octaves.

## Signification
L'étude dite « Touches noires » (Black Key en anglais) est l'une des plus populaires du compositeur. Elle fait partie du répertoire des pianistes depuis l'époque de Chopin et a inspiré de nombreux exercices, arrangements et paraphrases. Chopin lui-même ne pensait pas que cette étude était la plus intéressante, et dans une lettre à son ami pianiste et exécuteur musical Julian Fontana, il commente l'interprétation de Clara Wieck : 

« Wieck a-t-elle bien joué mon Étude ? Comment a-t-elle pu choisir précisément cette Étude, la moins intéressante pour ceux qui ne savent pas qu'elle est destinée aux touches noires, au lieu de quelque chose de mieux ! Il aurait été préférable de se taire »

— Chopin à Julian Fontana à Paris, Marseille, 25 Avril 1839
Hans von Bülow (1830-1894) a qualifié avec un certain dédain l'opus 10, no 5, d'«étude de salon pour dames » (Damen-Salon Etüde).

## Structure et traits stylistiques
La pièce est marquée Vivace et écrite en mesure 2/4. Comme toutes les autres études de Chopin, cette œuvre est de forme ternaire ABA. Les deux périodes de huit mesures de la section A sont caractérisées par de fréquents contrastes dynamiques. Chaque reprise de la première mesure, qui se produit toutes les quatre mesures, est marquée par un forte, suivi à la deuxième mesure par une reprise du piano dans un registre plus grave. Cette ouverture capricieuse à la tonique est répliquée par un mouvement ascendant et un accompagnement syncopé à la troisième et quatrième mesure. Ce motif est répété quatre fois. Le schéma harmonique de la section A est relativement simple, mettant en scène la tonique (deux premières mesures) contre la dominante (troisième et quatrième mesures), mais le conséquent de la première période se déplace vers le si♭ majeur (poco rallentando, pp), tandis que le conséquent de la seconde module vers la tonalité de dominante ré♭ majeur.
Ré♭ majeur est également la tonalité de la section médiane qui est exactement deux fois plus longue que la section A. Ses 32 mesures ne sont pas divisées en quatre périodes de huit mesures, mais en sections de (4 + 2) + 4 + 2 + 4 + 8 + 8 mesures avec six modifications motiviquement distinctes de la figure originale de triolets en doubles croches, offrant ainsi une rupture attrayante de la symétrie. Une augmentation efficace de la dynamique commence à la mesure 23, mais ne se termine pas par un climax, car le crescendo ne mène pas à un fortissimo, mais à des diminuendos (mesures 36 et 40). Harmoniquement, la section (mesures 23 à 41) peut être interprétée comme une cadence étendue et ornementée en ré bémol majeur. Le musicologue Hugo Leichtentritt (1874-1951) compare la main gauche des mesures 33-48 à des sons de cor. Ceux-ci « annoncent » la récapitulation de la partie A qui commence comme une reprise littérale à la mesure 49, semble s'approcher d'un point culminant et s'apaise avec un soudain passage smorzando pianissimo delicatissimo, menant via une cadence à la coda. La coda se compose de deux périodes, la dernière étant étirée de trois mesures. Le premier est une reprise de l'ouverture de la section médiane transposée à la tonique sol♭ majeur. Le conséquent de la deuxième période contient un arpège brillamment swoosé et largement positionné pour les deux mains (mesures 79(83)) et est pianistiquement attrayant. Son effet repose sur l'accent renforcé par une tierce au début de chaque triolet, ainsi que sur les dixièmes et onzièmes étirements de la main gauche et la ligne de basse ascendante couvrant toute l'étendue du clavier. La pièce se termine par un passage rapide à l'octave, ff et staccato, joué par les deux mains sur des touches noires, dans une gamme pentatonique en sol♭ majeur. Certains interprètes de renom, dont Horowitz et Rosenthal, choisissent d'exécuter le passage final à l'octave glissando.

## Touches noires

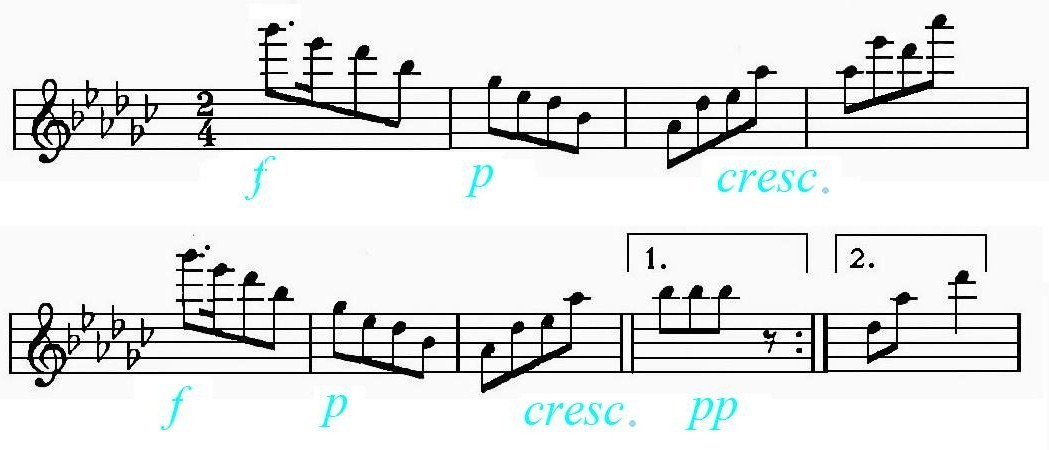
Réduction mélodique (dans le style d'une jig écossaise) après Leichtentritt (section A)

L'Étude Op. 10, no 5 est connue sous le nom de « Touches noires » car sa partie de main droite est entièrement sur des touches noires, à l'exception d'une note. Leichtentritt affirme que le caractère mélodique résultant de l'utilisation des touches noires est « basé sur la gamme pentatonique à laquelle la pièce doit sa teinte étrangement ludique et joliment primitive. ». Il présente une réduction mélodique de la partie de la main droite qui, jouée en octaves par le piccolo et la flûte, ressemble à une jig écossaise enjouée.

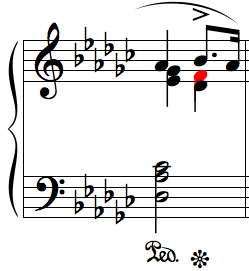
Mesure 66: Fa (red) représente la seule clé blanche de la portée de droite (dans les éditions révisées).

La cadence de la coda (mesure 66) contient la seule clé blanche, Fa , à jouer par la main droite. Mais dans les éditions originales,, les deux tierces (Sol♭-E♭ et Ré♭-Fa♮) sont placées sur la portée de la main gauche, bien que des éditeurs comme Jan Ekier recommandent qu'elles soient (partiellement) jouées par la main droite.

## Caractère
Chopin a donné les indications tempo/caractère vivace (vivant, vif) et (en petits caractères) brillante. Le pianiste et compositeur allemand Theodor Kullak (1818-1882) dit que la pièce est « pleine d'élégance polonaise ». Le critique musical américain James Huneker (1857-1921) la qualifie de « gracieuse, délicatement spirituelle, un tantinet coquine, arquée et espiègle et [...] délicieusement inventée ». Selon Leichtentritt, « la pièce doit briller et scintiller, ricaner et chuchoter, séduire et flatter, avoir des accents charmants, parfois coquets, bouillonner d'agilité et enchanter avec une élégance aimable ». Robert Collet, spécialiste de Chopin, estime qu'elle « doit être jouée avec beaucoup de gaieté et d'esprit, mais non sans tendresse ».

## Difficultés techniques
Dans l'article de Robert Schumann de Neue Zeitschrift für Musik de 1836 sur les études de piano, l'étude est classée dans la catégorie « vitesse et légèreté » (Schnelligkeit und Leichtigkeit). Selon Huneker, « elle exige des doigts doux et veloutés et un poignet souple ». L'indication originale de Chopin concernant l'articulation de la main droite est legato. Une indication sempre legatissimo est donnée à la mesure 33. Néanmoins, le pianiste et compositeur autrichien Gottfried Galston (1879-1950) remet en question ces indications et les qualifie de « complètement incompréhensibles. ». Il plaide pour un « leggierissimo avec des doigts balancés » (« mit geworfenen Fingern ») et est soutenu dans cette opinion par Leichtentritt. Le pianiste français Alfred Cortot (1877-1962) modifie l'indication du legato et parle d'un « legato brillant et délicat, appelé « jeu perlé ». Selon lui, la principale difficulté, entre autres, concerne « la souplesse lors du déplacement de la main afin de faciliter l'action régulière des doigts dans les positions disjointes ».
Des exercices préliminaires sont donnés par Galston et Cortot. Le pianiste et compositeur hongrois Rafael Joseffy (1852-1915) introduit des exercices dans son édition pédagogique, y compris de nombreux « exercices d'octave sur des touches noires ».

## Paraphrases et arrangements

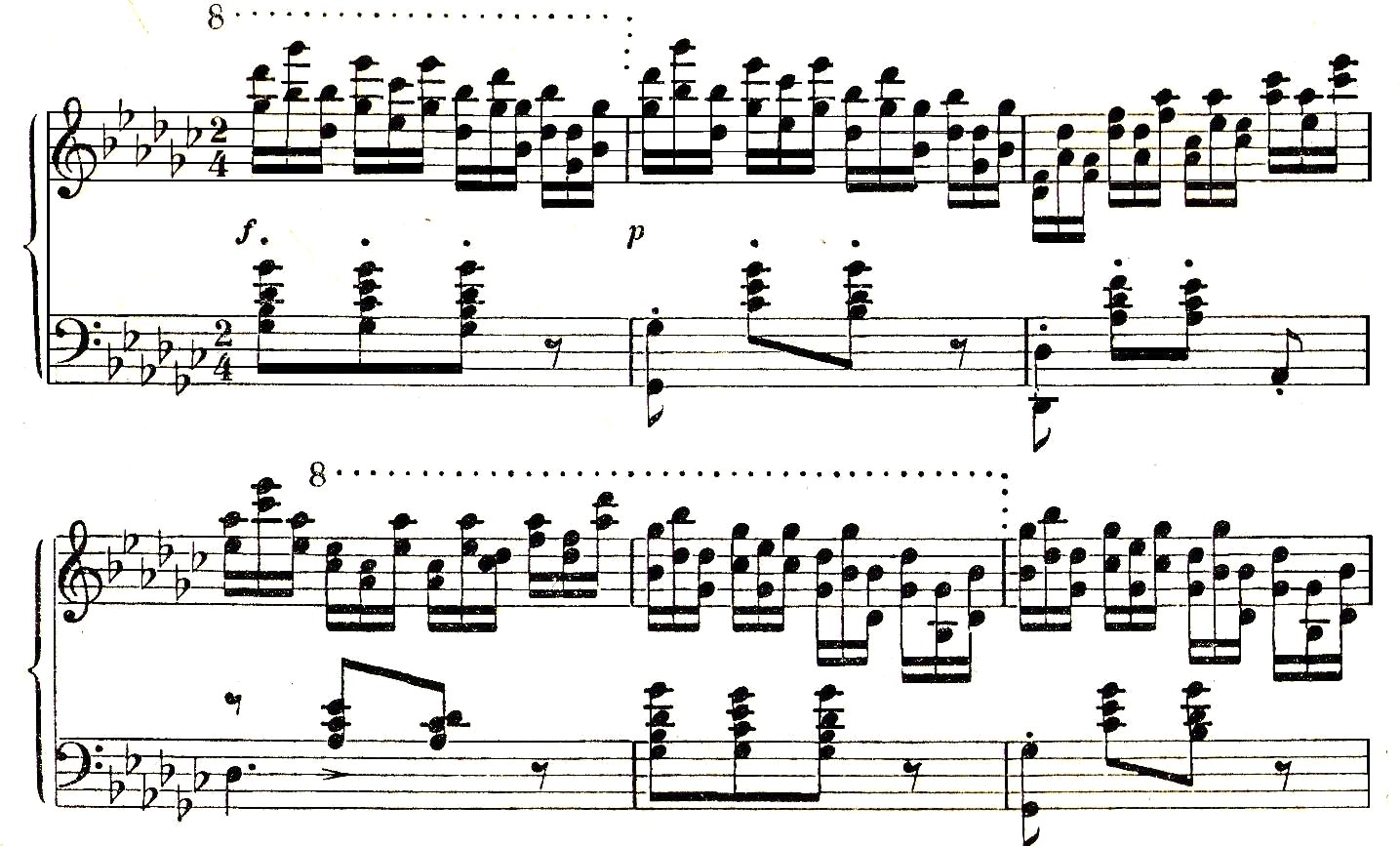
Arrangement en notes doubles par Gottfried Galston, 1910 (ouverture)

Dans le Studienbuch (1922), Galston a publié son arrangement complet en notes doubles,qui a été enregistré pour la première fois par Artur Cimirro en 2017. On trouve sept versions dans les 53 études sur les études de Chopin de Leopold Godowsky. Elles comprennent une version pour les deux mains inversées, une transposition en do majeur pour les touches blanches, une Tarentelle en la mineur, un Capriccio « sur les touches blanches et noires », une inversion pour la main gauche, une inversion pour la main droite et une version pour la main gauche seule. En outre, il y a une combinaison de l'opus 10, no 5 et de l'opus 25, no 9 (« Butterfly »), appelée Badinage, que le pianiste canadien Marc-André Hamelin qualifie de « brillant jeu d'esprit » et de « prouesse fantastiquement intelligente de combinatoire ». La version du pianiste allemand Friedrich Wührer pour les deux mains inversées ressemble à la première de Godowsky.